# Enchaud
L'enchaud (ou anchaud) est une spécialité à base de viande de porc du Limousin et du Périgord, élaborée selon une méthode de conservation par salaison des plus anciennes. On la trouve également dans les Landes, et, sous le nom de « jambe de porc », dans le Cantal.

## Définition
L'enchaud est un rôti de porc, piqué d'ail, et confit, traditionnellement, dans de la graisse d'oie ou de canard, souvent de porc (saindoux). Selon les lieux et habitudes, l'enchaud se prépare avec de la longe ou de la poitrine roulée.

## Utilisation
L'enchaud (souvent commercialisé en bocal) est un plat qui se sert froid, avec la fine gelée qui l'entoure. Il s'accompagne généralement d'une salade ou de pommes de terre rissolées, agrémentées elles aussi d'une pointe d'ail.